# Biobouwer

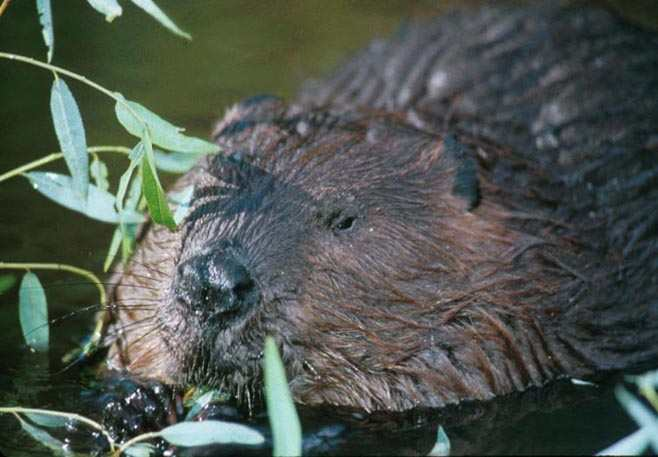
Bevers zijn typische biobouwers vanwege het effect van hun dammen op de waterloop

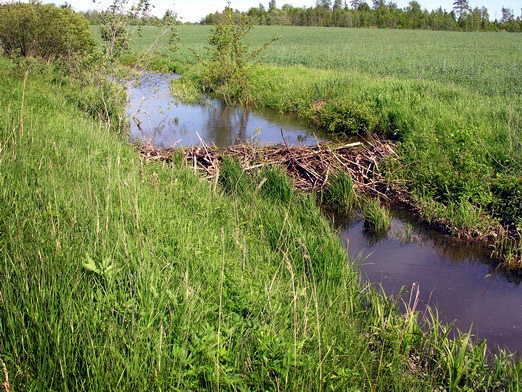
Beverdam

Een biobouwer of ecosysteemingenieur (ecosystem engineer) is een soort die het milieu waarin deze voorkomt in sterke mate kan veranderen, en daarmee de ecologische relaties, de biodiversiteit en de abiotische situatie.

## Geschiedenis
De term ecosystem engineer is voor het eerst gebruikt in 1994. Een ecosystem engineer werd gedefinieerd als een organisme dat direct of indirect de beschikbaarheid van levensbronnen voor andere soorten vorm geeft door veranderingen aan te brengen in de biotische en abiotische toestand van het gebied of het systeem van de soort.
Er wordt onderscheid gemaakt tussen twee typen ecosystem engineers. Autogenic engineers als koraal veranderen de omgeving via fysische structuren, met levend of dood materiaal. Allogenic engineers als de bever veranderen de omgeving door levend of niet-levend materiaal om te zetten in een andere staat.
In de wetenschappelijke literatuur kwam als kritiek op het concept ecosystem engineer naar voren dat het te vaag is, te veelomvattend en dat het verschil met het begrip keystone species (sleutelsoort) niet duidelijk is. Wel is naar aanleiding van de introductie van het begrip  onderzoek gestart naar de betekenis van soorten voor de aanpassing van de fysieke omgeving.
Bepaalde dier- of plantensoorten worden in building with nature of eco-engineering-projecten gebruikt, voor bijvoorbeeld kustverdediging of moerasherstel. In het laatste geval gaat het om herstelbeheer of natuurontwikkeling, ecologcial restoration.

## Mens
De mens wordt wel als de meest intensieve ecosysteemingenieur beschouwd.

## Nederland
In Nederland wordt de term biobouwer gebruikt als het over kustbeheer en -bescherming gaat. In de Nederlandse Waddenzee zijn zeegras, de mossel, de Japanse oester en kokerwormsoorten voorbeelden van biobouwers. Ze geven de bodem van het wad een vaste structuur. Zo veranderen sedimentatieprocessen van slik en zand, met als gevolg dat plaatselijk de biodiversiteit veranderen kan. Ook in andere kustgebieden zijn dergelijke processen waargenomen. Daarnaast zijn experimenten gedaan met oesterriffen om de Nederlandse kust  tegen de zee te beschermen.